# Borsod-Abaúj-Zemplén vármegyei 5. sz. országgyűlési egyéni választókerület
A Borsod-Abaúj-Zemplén vármegyei 5. számú országgyűlési egyéni választókerület egyike annak a 106 választókerületnek, amelyre a 2011. évi CCIII. törvény Magyarország területét felosztja, és amelyben a választópolgárok egy-egy országgyűlési képviselőt választhatnak. A választókerület nevének szabványos rövidítése: Borsod-Abaúj-Zemplén 05. OEVK. Székhelye: Sátoraljaújhely

## Területe
A választókerület az alábbi településeket foglalja magába:
1. Abaújalpár
2. Abaújkér
3. Abaújszántó
4. Abaújvár
5. Alsóberecki
6. Alsóregmec
7. Arka
8. Baskó
9. Bodroghalom
10. Bodrogolaszi
11. Boldogkőújfalu
12. Boldogkőváralja
13. Bózsva
14. Cigánd
15. Dámóc
16. Encs
17. Erdőbénye
18. Erdőhorváti
19. Felsőberecki
20. Felsődobsza
21. Felsőregmec
22. Filkeháza
23. Fony
24. Fulókércs
25. Füzér
26. Füzérkajata
27. Füzérkomlós
28. Füzérradvány
29. Garadna
30. Gibárt
31. Golop
32. Gönc
33. Göncruszka
34. Györgytarló
35. Háromhuta
36. Hejce
37. Hercegkút
38. Hernádbűd
39. Hernádcéce
40. Hernádpetri
41. Hernádszurdok
42. Hernádvécse
43. Hidasnémeti
44. Hollóháza
45. Karcsa
46. Karos
47. Kéked
48. Kenézlő
49. Kishuta
50. Kisrozvágy
51. Komlóska
52. Korlát
53. Kovácsvágás
54. Lácacséke
55. Makkoshotyka
56. Méra
57. Mikóháza
58. Mogyoróska
59. Nagyhuta
60. Nagyrozvágy
61. Novajidrány
62. Nyíri
63. Olaszliszka
64. Pácin
65. Pálháza
66. Pányok
67. Pere
68. Pusztafalu
69. Pusztaradvány
70. Rátka
71. Regéc
72. Révleányvár
73. Ricse
74. Sárazsadány
75. Sárospatak
76. Sátoraljaújhely
77. Semjén
78. Sima
79. Szalaszend
80. Szegi
81. Szegilong
82. Szemere
83. Tállya
84. Telkibánya
85. Tiszacsermely
86. Tiszakarád
87. Tolcsva
88. Tornyosnémeti
89. Vágáshuta
90. Vajdácska
91. Vámosújfalu
92. Vilmány
93. Vilyvitány
94. Viss
95. Vizsoly
96. Zalkod
97. Zemplénagárd
98. Zsujta

## Országgyűlési képviselője
| Név                 | Párt                                         | Párt        | Terminus | Megjegyzés                                   |
| ------------------- | -------------------------------------------- | ----------- | -------- | -------------------------------------------- |
| Dr. Hörcsik Richárd |                                              | Fidesz-KDNP | 2014 –   | A 2014-es országgyűlési választás eredménye: |
| Dr. Hörcsik Richárd | A 2018-as országgyűlési választás eredménye: | Fidesz-KDNP | 2014 –   |                                              |
| Dr. Hörcsik Richárd | A 2022-es országgyűlési választás eredménye: | Fidesz-KDNP | 2014 –   |                                              |

## Demográfiai profilja
| Iskolai végzettség                | Iskolai végzettség               | Iskolai végzettség | Iskolai végzettség | Iskolai végzettség |
| --------------------------------- | -------------------------------- | ------------------ | ------------------ | ------------------ |
|                                   |                                  |                    |                    | fő                 |
| Általános iskolát nem végezte el  | Általános iskolát nem végezte el |                    | 3096               | 3096               |
| Általános iskola                  | Általános iskola                 |                    | 19388              | 19388              |
| Szakmunkás                        | Szakmunkás                       |                    | 17953              | 17953              |
| Érettségi                         | Érettségi                        |                    | 20586              | 20586              |
| Diploma                           | Diploma                          |                    | 9371               | 9371               |
| A 2022. évi népszámlálás szerint. |                                  |                    |                    |                    |

A Borsod-Abaúj-Zemplén vármegyei 5. sz. választókerület lakónépessége 2022. október 1-jén 88 639 fő volt. A 2011-es és a 2022-es népszámlálás között 10 394 fővel csökkent a választókerület lakosság száma. A választókerületben a korösszetétel alapján a legtöbben a középkorúak élnek 29 912 fővel, míg a legkevesebben az időskorúak 16 611 fővel. A választókerület lakosságának a 80,2%-nál van internet elérési lehetőség.
A legmagasabb befejezett iskolai végzettség szerint az érettségi végzettséggel rendelkezők élnek a legtöbben 20 586 fő, utánuk a következő nagy csoport az általános iskolai végzettségűek 19 388 fővel.
Gazdasági aktivitás szerint a lakosság közel fele foglalkoztatott 37 443 fő, második legjelentősebb csoport az inaktív keresők, akik főleg nyugdíjasok 22 894 fővel.
A választókerület legjelentősebb nemzetiségi csoportja a cigány 4915 fő, illetve a szlovák 1535 fő. Magyar állampolgársággal nem rendelkező külföldi állampolgárok aránya 1,6%.
Vallási összetétel szerint a választókerületben lakók legnagyobb vallása a római katolikus (21 238 fő), valamint jelentős közösség még a reformátusok (15 801 fő). A vallási közösséghez nem tartozók száma szintén jelentős (3129 fő), a választókerületben a harmadik legnagyobb csoport a római katolikusok és a reformátusok után.

## Országgyűlési választások

### 2022
1. Dr. Hörcsik Richárd (Fidesz-KDNP) 60,60%
2. Erdei Sándor Zsolt (DK-Jobbik-Momentum-MSZP-LMP-Párbeszéd) 29,99%
3. Pasztorniczky István (Mi Hazánk) 5,80%
4. Vincze Tamás (MKKP) 1,63%
5. Ornyik Róbert (MEMO) 0,57%
6. Varga Zoltán (Normális Párt) 0,56%
7. Stefán Gábor (független) 0,40%
8. Balogh Róbert (független) 0,37%
9. Glonci Béla (Munkáspárt-ISZOMM) 0,18%

| Párt                             | Párt                   | Jelölt                 | Szavazatok | %     | ± %   |
| -------------------------------- | ---------------------- | ---------------------- | ---------- | ----- | ----- |
|                                  | Fidesz-KDNP            | Dr. Hörcsik Richárd    | 23 544     | 49,03 | 3,51  |
|                                  | Jobbik                 | Mikola Gergely         | 14 064     | 29,29 | 2,89  |
|                                  | LMP                    | Köteles László         | 6219       | 12,95 | 10,56 |
|                                  | DK                     | Zaveczki Tibor         | 2306       | 4,8   | 17,05 |
|                                  | Momentum               | Pencz András Soma      | 229        | 0,48  | Új    |
|                                  | Együtt                 | Szabó Mihály           | 128        | 0,27  | 21,58 |
|                                  | Munkáspárt             | Horváth Dezső          | 110        | 0,23  | 0,46  |
|                                  | Egyéb pártok           |                        | 1421       | 2,97  | 0,28  |
| Megjelent                        | Megjelent              | Megjelent              | 48 995     | 63,18 | 7,55  |
| Választópolgárok száma           | Választópolgárok száma | Választópolgárok száma | 77 554     | 100   | 3,09  |
| A Fidesz-KDNP tartja a körzetet. |                        |                        |            |       |       |

| Párt                                | Párt                   | Jelölt                 | Szavazatok | %     |
| ----------------------------------- | ---------------------- | ---------------------- | ---------- | ----- |
|                                     | Fidesz-KDNP            | Dr. Hörcsik Richárd    | 19 932     | 45,52 |
|                                     | Jobbik                 | Pasztorniczky István   | 11 561     | 26,4  |
|                                     | Összefogás             | Vécsi István           | 9566       | 21,85 |
|                                     | LMP                    | Dr. Tóth István        | 1045       | 2,39  |
|                                     | Munkáspárt             | Orosz Imre             | 338        | 0,69  |
|                                     | Szociáldemokraták      | Horváth András         | 260        | 0,59  |
|                                     | Egyéb pártok           |                        | 1424       | 3,25  |
| Megjelent                           | Megjelent              | Megjelent              | 44 481     | 55,63 |
| Választópolgárok száma              | Választópolgárok száma | Választópolgárok száma | 79 956     | 100   |
| A Fidesz-KDNP nyeri meg a körzetet. |                        |                        |            |       |